# Uwe Brauer
Uwe Brauer (* 11. Juli 1962 in Leverkusen) ist ein ehemaliger deutscher Basketballnationalspieler.

## Laufbahn
Der 1,93 Meter große Aufbau- und Flügelspieler durchlief die Jugendabteilung des TuS 04 Leverkusen, 1980 und 1981 wurde er mit den Rheinländern deutscher A-Jugendmeister. Er schaffte 1980 den Sprung in die Bundesliga-Mannschaft Leverkusens.
1983 nahm er mit der bundesdeutschen Nationalmannschaft an der Europameisterschaft teil sowie ein Jahr später an den Olympischen Sommerspielen in Los Angeles. Brauer erzielte in sieben Einsätzen während des olympischen Basketballturniers im Durchschnitt 2,9 Punkte je Partie.
1985 und 1986 gewann Brauer mit Leverkusen (inzwischen unter dem Namen TSV Bayer 04) die deutsche Meisterschaft sowie 1986 und 1987 den DBB-Pokal. Bis 1987 nahm er mit Leverkusen an 160 Bundesliga-Spielen teil, in denen er im Schnitt 7,7 Punkte erzielte. Von 1987 bis 1989 sowie in der Saison 1990/91 spielte er anschließend für Goldstar Hagen (dann in Brandt Hagen umbenannt). In der Bundesliga erzielte er während seiner Karriere insgesamt 2279 Punkte.